# João Antão
João Antão é uma povoação portuguesa sede da Freguesia de João Antão do Município da Guarda, freguesia com 8,78 km² de área e 126 habitantes (censo de 2021), tendo, por isso, uma densidade populacional de 14,4 hab./km².
A esta freguesia pertencem os lugares de: 
- Balsemão
- Benavente
- Dorgueira
- João Antão
- Lameirinhas
- Vasco Neto

## Demografia
A população registada nos censos foi:
| Distribuição da População por Grupos Etários | Distribuição da População por Grupos Etários | Distribuição da População por Grupos Etários | Distribuição da População por Grupos Etários | Distribuição da População por Grupos Etários |
| -------------------------------------------- | -------------------------------------------- | -------------------------------------------- | -------------------------------------------- | -------------------------------------------- |
| Ano                                          | 0-14 Anos                                    | 15-24 Anos                                   | 25-64 Anos                                   | > 65 Anos                                    |
| 2001                                         | 26                                           | 18                                           | 69                                           | 81                                           |
| 2011                                         | 12                                           | 17                                           | 72                                           | 59                                           |
| 2021                                         | 9                                            | 9                                            | 74                                           | 34                                           |

## Património
- Igreja Paroquial de João Antão